# Pastel de la desesperación
El pastel de la desesperación[cita requerida] (en inglés: desperation pie) es un tipo de tarta de la cocina estadounidense que solía hacerse con ingredientes básicos (como la mantequilla, el azúcar, los huevos y la harina) y con otros alimentos que tuviera el cocinero, que sustituían a otros más caros o fuera de temporada. Este tipo de tarta era muy socorrido antes de extenderse el uso de frigoríficos y de comercializarse el relleno de pastel en lata. También se recurría a él en tiempos de necesidad, como en la Gran Depresión o durante el racionamiento de la Segunda Guerra Mundial.

## Historia
Antes de que llegara el frigorífico al hogar, las amas de casa solo podían cocinar con ingredientes de temporada o que estuvieran conservados. Por tanto, no podían hacer tartas con fruta de otras estaciones o que no se pudieran permitir. En el siglo XIX, la tarta de tomate verde solía hacerse como sustituta del pastel de manzana o del pastel de carne picada.
En la cocina del medio oeste de los EE. UU., los pasteles de vinagre se convirtieron en un sustituto de los limones a la hora de equilibrar la dulzura del relleno de crema pastelera. El «shoofly pie», el «chess pie» y el pastel de crema de azúcar también solían cocinarse en el siglo XIX con los ingredientes esenciales de cualquier despensa. La tarta de mantequilla es otro ejemplo de tarta a la desesperada.